# Raimo Valjakka
Raimo Seppo Olavi Valjakka (né le 12 juillet 1931 à Mikkeli et mort le 26 juin 2014 à Hyvinkää) est un architecte finlandais.

## Biographie
Après avoir obtenu son diplôme d'architecte, Raimo Valjakka s'installe à Hyvinkää en 1962. Son premier projet significatif, conçu en 1964 avec Ilmo Valjakka, remporte un concours d'architecte. De cette proposition architecturale au centre d'Hyvinkää, seule la bibliothèque principale de Hyvinkää sera réalisée.
Plus tard, Raimo et Ilmo Valjakka ont aussi conçu ensemble le musée d'art de Hyvinkää,.
Raimo Valjakka conçoit plusieurs bâtiments publics à Hyvinkää ainsi que des piscines dans différentes régions de Finlande.

## Ouvrages
- Bibliothèque principale, 1968, Hyvinkää[1]
- Musée d'art, 1982, Hyvinkää[2]
- Piscine de Sveitsi, 1969, Hyvinkää
- École mixte, Riihimäki
- Piscine, Kerava
- Piscine, 1976, Nokia[2]